# Papier découpé
 (octobre 2021).

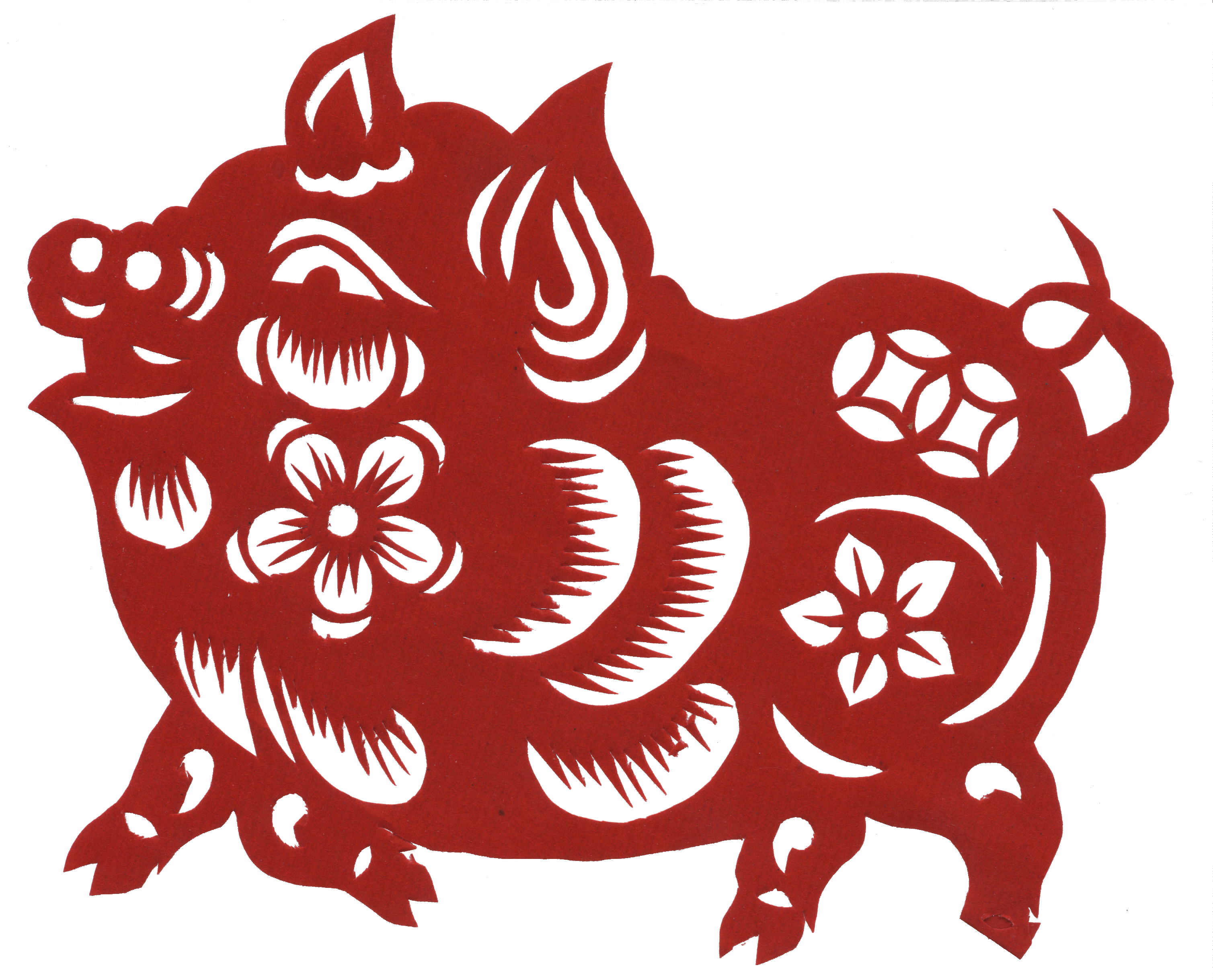
Papier découpé chinois.

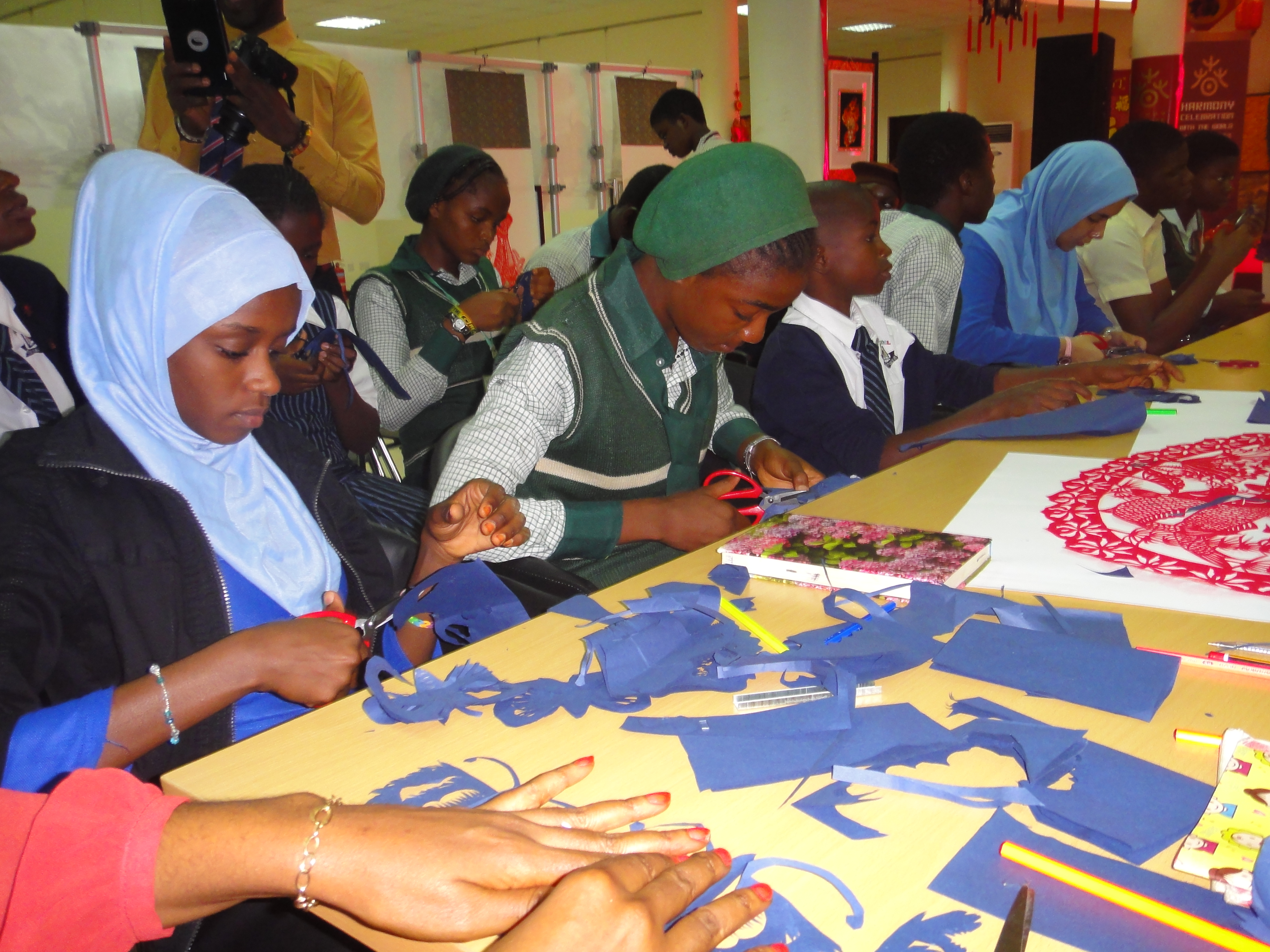
Art du papier découpé au Nigeria.

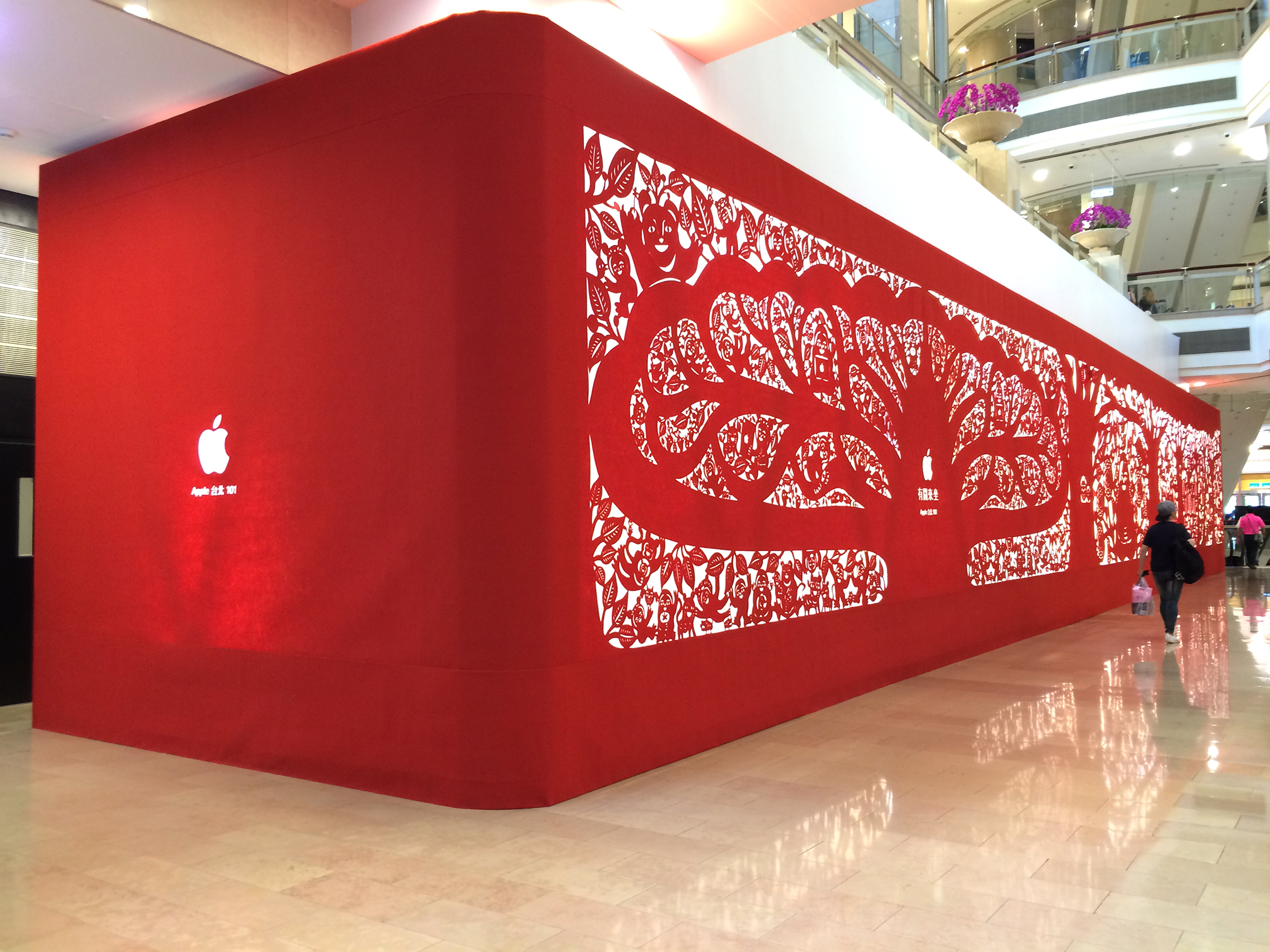
Œuvre de papier découpé par l'artiste Yang ShihYi, à l'ouverture de l'Apple Store Taipei 101.

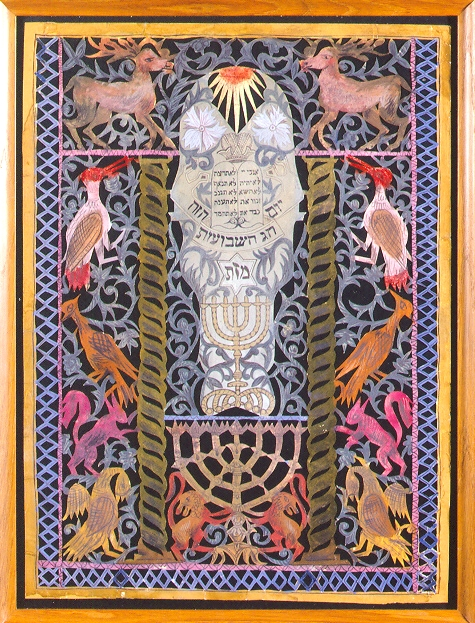
Découpage coloré utilisant plusieurs techniques avec des symboles juifs, 19e siècle, dans la collection du Musée juif de Suisse.

Le  papier  découpé est un art pratiqué dans plusieurs cultures sur du papier.

## Dans les cultures mondiales
- En Chine, c'est un art nommé  jiǎnzhǐ (chinois simplifié : 剪纸, chinois traditionnel : 剪紙), probablement un des plus vieux beaux-arts populaires chinois. Il est notamment pratiqué dans la province du Jiangsu, du Shaanxi ou la péninsule du Jiaodong depuis plus de 2 000 ans, traditionnellement pratiqué pour la Fête du printemps (nouvel an lunaire chinois) (voir papier découpé chinois).
- Au Japon, les kirie (papier découpé), les kirigami (papier plié et découpé) et les katazome (pochoirs pour textiles) sont également des techniques dérivées.
- Au Mexique, le papel picado est un ornement en papier perforé utilisé traditionnellement pour décorer les autels lors de la fête des morts, ainsi que pour d'autres célébrations telles que Noël, des fêtes nationales mexicaines, des anniversaires, des fêtes des 15 ans et des baptêmes.
- Dans la tradition juive, des artistes préparent les contrats de mariage, appelés ketubah, dans des papiers découpés, calligraphiés et peints.
- En Allemagne, appelés Scherenschnitte, et aux Pays-Bas, appelés papiersnyden, en noir et blanc, ils représentent des scènes paysannes.
- En Pologne, appelés wycinanki, en couleurs vives, ils sont notamment utilisés lors des fêtes de Noël et de Pâques.
- En Suisse, le papier découpé et le canivet font partie d'une tradition folklorique très vivante, particulièrement au Pays d'Enhaut. Le musée du Pays-d'Enhaut à Château-d'Œx en détient une collection dont les œuvres de Johann Jakob Hauswirth (1809-1871), Louis Saugy (1871-1953) et Monica Gallopin-de Cussy (1930-2015).

## Histoire

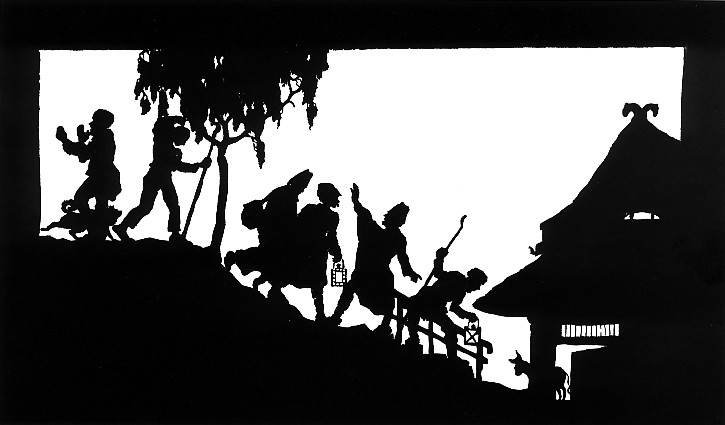
Papier découpé de Wilhelm Gross.

On parle aussi, au pluriel, de papiers découpés, ou de découpage, ou encore de canivets en référence au petit canif qui peut être utilisé.
On ne peut dire avec précision à quand remonte la technique du papier découpé. Elle remonte sans doute à la nuit des temps. Elle est pratiquée en Chine depuis avant l'invention du papier, les plus anciens exemplaires attestés remontent à la dynastie Han (206 av. J.-C. – 220 ap. J.-C.). La technique est probablement arrivée en Europe via la Perse et les Balkans : elle est attestée en Europe centrale dès 1600.
Au XVIIe siècle, en pleine Contre-Réforme, le découpage est devenu une activité privilégiée des religieuses de Suisse, d’Allemagne et d’Autriche, mais aussi en France, avec des traditions marquées à Lyon et à Besançon, dont s’inspirent les sœurs de Montorge à Fribourg (Suisse), ou celles de la Visitation et de la Maigrauge. On parle, pour cette technique méditative (ou contemplative), de Spitzenbild ou de canivet : le découpage est réalisé littéralement à partir d'un canif.
Au XVIIIe siècle, l'art de la Silhouette (Étienne de Silhouette, 1709–1767, contrôleur général des finances en 1759 sous Louis XV) influence le papier découpé. À Genève (Suisse), l’art de la Silhouette se popularise grâce à Jean Huber, qui œuvre sans dessin préalable. Ses « tableaux en découpures » l'ont rendu célèbre, de même que ses caricatures irrévérencieuses de Voltaire. L'art du découpage devient un divertissement des classes bourgeoises : à l'époque, une fille de bonne famille se doit de pratiquer l'art du découpage.
Hans Christian Andersen, connu pour son  habileté à produire des découpages en papier, en a laissé un grand nombre dont 1 500 ont été conservés par Henry Dickens (1849–1933) fils de Charles Dickens chez qui Andersen a séjourné.
Dès le début du XIXe siècle, avec les portraits-ombres, les classes moyennes commencent à avoir accès au découpage. Comme plus tard chez le photographe, le commanditaire d’une silhouette prend la pose. Plus celle-ci est grande et compliquée, plus elle est chère : c'est la raison pour laquelle les portraits se limitent souvent à des têtes. La photo ne se diffusera auprès du grand public qu'après 1884, avec Eastman et Kodak.
En Suisse, le découpage se répand progressivement à la campagne. Les premiers découpeurs suisses dont on connaît le nom, originaires de la campagne, vivaient au XIXe siècle entre le Saanenland et le Pays d’Enhaut. Parmi eux, les plus connus sont sans doute Johann Jakob Hauswirth (1809–1871) et Louis Saugy (1871–1953).

## Animation

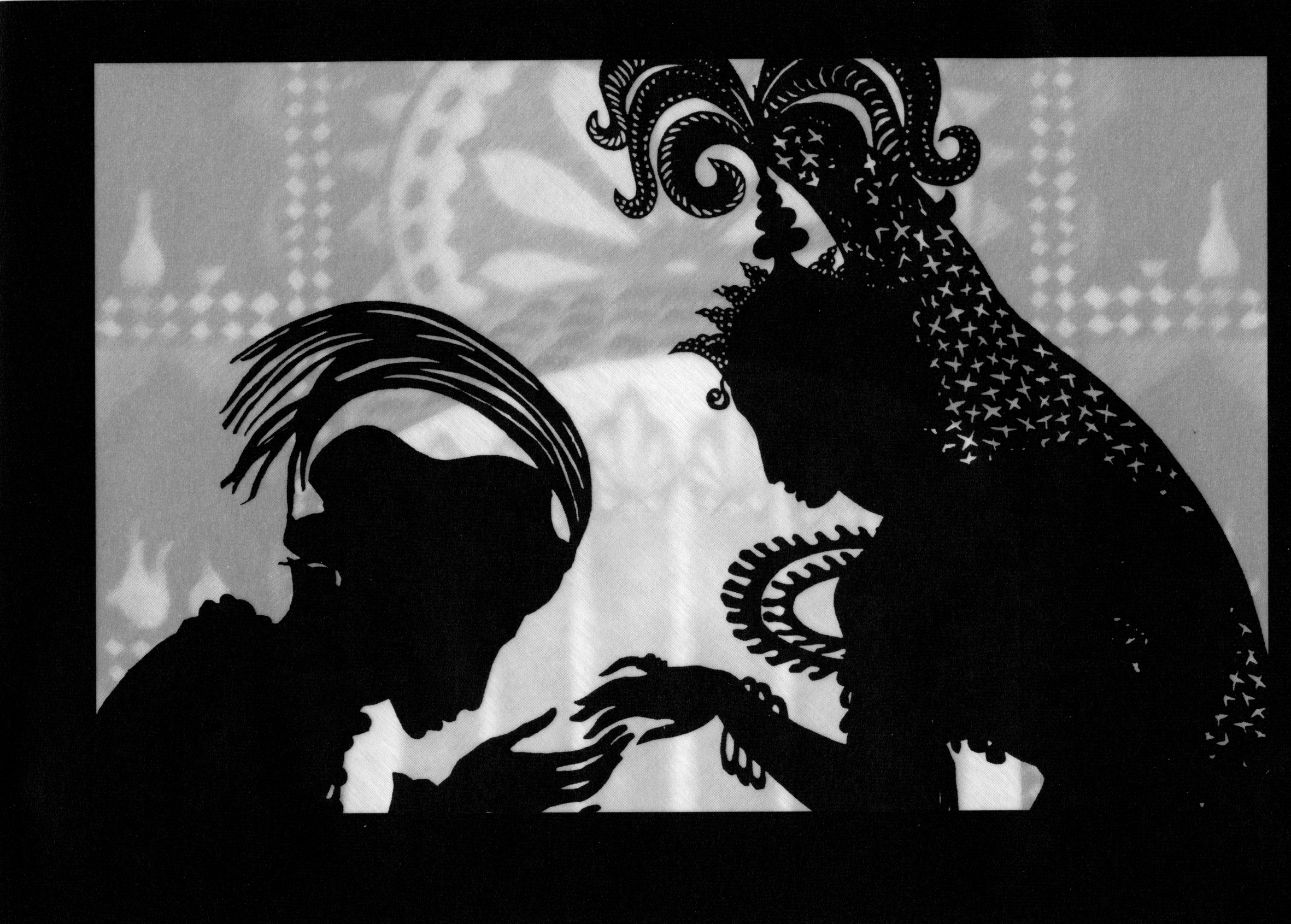
Les Aventures du prince Ahmed (1926) de Lotte Reiniger.

Le papier découpé est aussi une technique de film d'animation. C'est d'ailleurs avec cette technique qu'a été réalisé le deuxième long métrage d'animation de l'histoire : Les Aventures du prince Ahmed (Die Geschichte des Prinzen Achmed, 1926) de Lotte Reiniger.
Parmi d'autres pionniers du genre on compte l'Allemand Julius Pinschewer, et le Tchèque Karel Zeman, notamment dans Sindbad le Marin (1974). 
La technique est utilisée notamment par Paul Grimault (qui a également utilisé une variante, aimantée, les férocard, une technique maison comportant des feuilles de métal et des aimants), René Laloux (La Planète sauvage), Michel Ocelot (Princes et Princesses), Terry Gilliam (Monty Python's Flying Circus) ou encore Youri Norstein.
Ces techniques ont eu également un certain succès dans les séries télévisées telles que Papivole de Mila Boutan (Belgique), Coa-coa-o (Italie, plus de travail de pliage), quelques séries chinoises et d'URSS ou bien le générique et quelques séquences de la série britannique Monty Python's Flying Circus.
Plus récemment, cette technique pour les séries animées est revenue dans la désormais célèbre série South Park des Américains Matt Stone et Trey Parker. Toutefois, South Park est réalisé entièrement par ordinateur en 3D (Autodesk Maya) avec un style animation papier découpé.

### Quelques artistes connus pour leurs travaux en papier découpé
- Adèle Schopenhauer (1797-1849) artiste allemande et sœur du philosophe Arthur Schopenhauer.
- Hans Christian Andersen (1805-1875), artiste danois.
- Henri Matisse (1869-1954) artiste français qui a exploré l'usage des découpages et du papier découpé.
- Lotte Reiniger (1899-1981), réalisatrice de films de silhouettes.
- Jad Fair (né en 1954), artiste et musicien américain.
- Kara Walker (née en 1969), artiste afro-américaine.
- Alex Silhouettiste (né en 1955), artiste français.
- Anne Rosat (née en 1935), artiste belgo-suisse.